# Lafox
Lafox is een gemeente in het Franse departement Lot-et-Garonne (regio Nouvelle-Aquitaine). De plaats maakt deel uit van het arrondissement Agen. Lafox telde op 1 januari 2022 1.079 inwoners.

## Geschiedenis
Lafox ontstond bij een toren bij de samenvloeiing van de Séoune en de Garonne. In 1236 stond graaf Raymond VII van Toulouse het dorp Lafox af aan Sicard Alaman. Dit was lucratief, want in Lafox werd tol geheven op de Garonne en werd ook belasting geheven op de molen en de visvangst. In 1254 verkreeg Lafox een charter, dat geënt was op het charter van Saint-Sulpice, een ander bezit van de familie Alaman.

## Geografie
De oppervlakte van Lafox bedroeg op 1 januari 2022 5,23 vierkante kilometer; de bevolkingsdichtheid was toen 206,3 inwoners per km². Lafox ligt op de rechteroever van de Garonne. De Séoune mondt er uit in deze rivier.

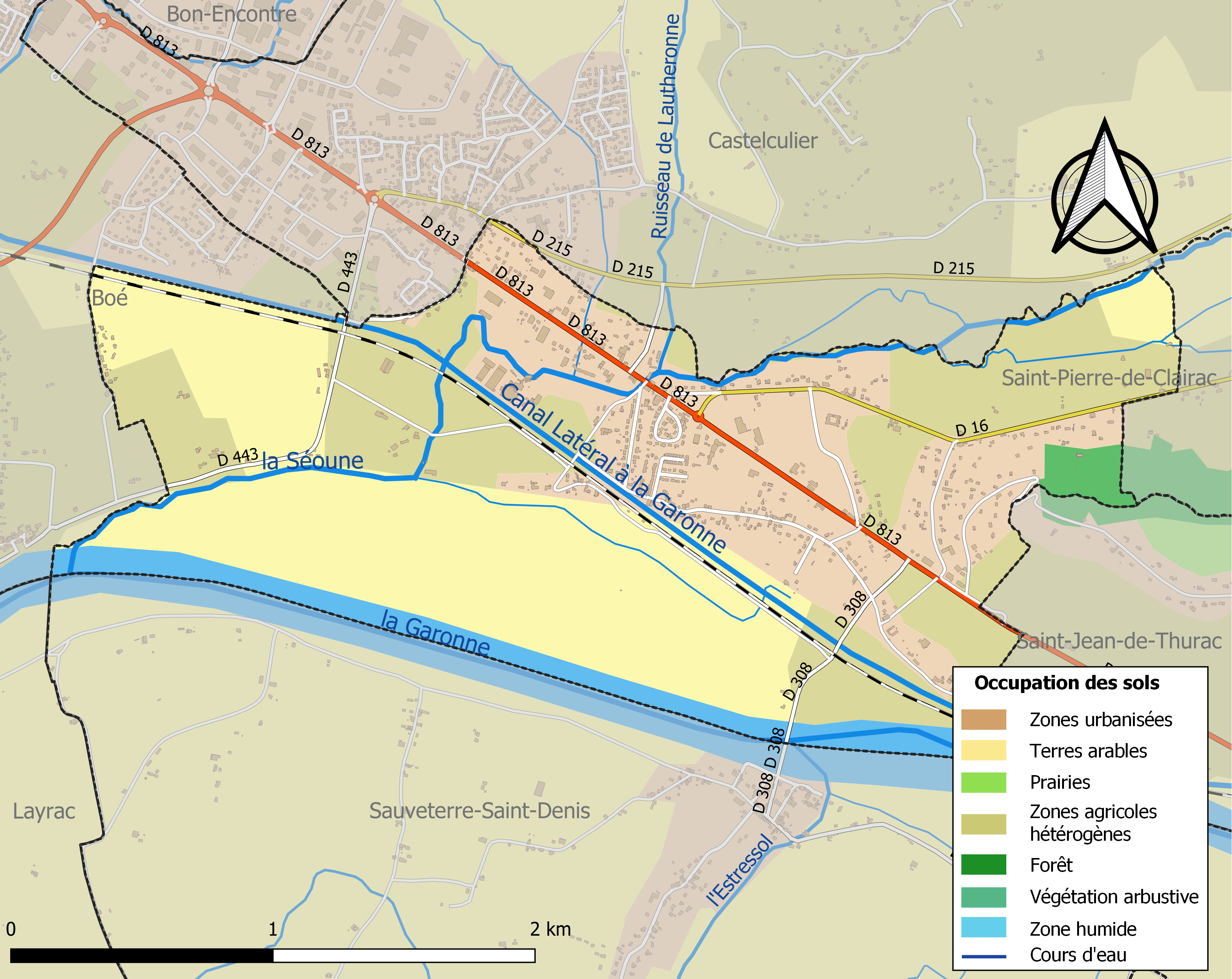
Kaart van de gemeente met de belangrijkste infrastructuur, bodemgebruik en omliggende gemeenten

## Demografie
Onderstaande figuur toont het verloop van het inwonertal (bron: INSEE-tellingen).